# Oligophlebia ulmi
Oligophlebia ulmi is een vlinder uit de familie wespvlinders (Sesiidae), onderfamilie Tinthiinae.
Oligophlebia ulmi is voor het eerst wetenschappelijk beschreven door Yang & Wang in 1989. De soort komt voor in het Palearctisch gebied.